# 阿努布爾縣

阿努普尔县在印度及中央邦的位置

阿努普爾縣（Anuppur）是印度的一個縣，位於該國中部，由中央邦負責管轄，面積3,701平方公里，識字率為69.08%，人口在2001至2011年期間增長12.35%，2011年人口749,521，人口密度每平方公里203人。首府为阿努普尔。人口主要为印度教徒（90%左右）。
原属沙赫多尔县，2003年分置阿努普尔县。
科特马是该县最大也是最古老的城镇，该镇是矿业城镇。

## 外部連結
- Anuppur - official website （页面存档备份，存于）

23°07′12″N 81°42′00″E / 23.12000°N 81.70000°E